# 니시메야촌
니시메야촌(일본어: 西目屋村)은 일본 아오모리현 남서부에 있는 나카쓰가루군의 촌이다.

## 지리
아오모리현 남서부에 위치하고 촌역 남쪽에서는 아키타현과 현 경계를 이룬다.

### 인접한 자치체
- 아오모리현
  - 히로사키시
  - 니시쓰가루군 아지가사와정, 후카우라정

- 아키타현
  - 오다테시
  - 야마모토군 후지사토정

## 역사
- 1889년 4월 1일 - 정촌제 시행으로 여러 촌들이 합병해 니시메야촌이 성립하였다.
- 2020년 11월 30일 - 촌사무소 청사를 구 쓰가루댐 공사 사무소 건물로 이전하였다.

## 인구
| 연도 | 인구  | ±%     |
| ---- | ----- | ------ |
| 1920 | 2,677 | —      |
| 1930 | 3,003 | +12.2% |
| 1940 | 3,910 | +30.2% |
| 1950 | 3,917 | +0.2%  |
| 1960 | 5,346 | +36.5% |
| 1970 | 4,327 | −19.1% |
| 1980 | 2,812 | −35.0% |
| 1990 | 2,225 | −20.9% |
| 2000 | 2,049 | −7.9%  |
| 2010 | 1,594 | −22.2% |